# Elecciones provinciales de Catamarca de 1949
Las elecciones generales de la provincia de Catamarca de 1949 tuvieron lugar el domingo 10 de abril del mencionado año con el objetivo de normalizar la situación política de la provincia luego de la intervención federal realizada por el gobierno de Juan Domingo Perón el 6 de febrero de 1948, que depuso al gobernador Juan León Córdoba, el cual a su vez había llegado al poder como consecuencia de otra intervención (luego abortada) al gobierno de Pacífico Rodríguez. Debían elegirse al Gobernador y al Vicegobernador en fórmula única por medio de un Colegio Electoral Provincial de 33 miembros, a los 22 escaños de la Cámara de Diputados, y a los 11 Senadores departamentales, conformando los poderes ejecutivo y legislativo de la provincia. Tras la reforma constitucional argentina de 1949, las autoridades catamarqueñas serían renovadas en su totalidad con un mandato acortado de tres años, hasta el 4 de junio de 1952, cuando se realizara una nueva elección general completa junto a las elecciones presidenciales y legislativas nacionales.
El candidato del oficialista Partido Peronista (PP), Vicente Saadi, obtuvo una fácil victoria con el 61,68% de los votos contra el 38,32% que logró Luis Alberto Ahumada, de la Unión Cívica Radical (UCR). Saadi triunfó en todos los departamentos menos en Valle Viejo, donde ganó Ahumada por un voto exacto (650 contra 649). El conservadurismo local se abstuvo en favor de Ahumada y no presentó candidaturas, consolidando la polarización política entre el peronismo y el radicalismo. A nivel legislativo, el peronismo obtuvo casi todas las bancas de la Cámara de Diputados, con 21 escaños contra uno solo del radicalismo, mientras que a su vez logró acaparar la totalidad de las senadurías en disputa. La participación fue del 70,07% del electorado registrado, casi la misma que en la elección a la Convención Constituyente, que había tenido lugar en diciembre del año anterior.
Saadi asumió su mandato el 4 de junio de 1949. Si bien fue depuesto por una nueva intervención federal el 21 de noviembre del mismo año y, por tanto, no pudo terminar su mandato, esta elección marcó la primera llegada al poder de un miembro de la familia Saadi, que tendría preeminencia en la política catamarqueña hasta la década de 1990.

## Resultados

### Gobernador y vicegobernador
|  | 61,68 % |

|  | 38,32 % |

|  | 96,05 % |

|  | 3,95 % |

|  | 100.00 % |

|  | 70,07 % |